# Шудегов, Виктор Евграфович
Ви́ктор Евгра́фович Шуде́гов (5 декабря 1952, Тортым, Удмуртская АССР — 16 мая 2020, Удмуртия) — российский политический деятель и учёный-физик.
Председатель Комитета по науке, культуре, образованию, здравоохранению и экологии Совета Федерации Федерального Собрания Российской Федерации. Депутат Государственной Думы Федерального Собрания Российской Федерации V и VI созыва. Заместитель председателя Комитета Государственной Думы Российской Федерации по образованию. Председатель Совета регионального отделения партии «Справедливая Россия» в Удмуртской Республике с декабря 2006 года.

## Биография
Родился 5 декабря 1952 года в д. Тортым Кезского района Удмуртской АССР.
В 1975 году с отличием окончил Удмуртский государственный университет по специальности «физика». В 1975—1976 гг. — стажировался в Ленинградском государственном университете Минвуза СССР.
В 1976—1977 проходил службу в рядах Советской армии (Среднеазиатский военный округ). 1977—1980 гг. — стажировка, учёба в аспирантуре Ленинградского гос. университета.
1980—1990 гг. — инженер-электронщик ВЦ, ассистент, старший преподаватель, доцент Удмуртского гос. университета (г. Ижевск). 1990—1993 гг. — учёба в докторантуре Ленинградского гос. университета.
1994—1999 гг. — профессор, заведующий кафедрой физики и механики новых материалов, ректор Института регионологии, проректор по научной работе Удмуртского гос. университета.
1999—2000 гг. — заместитель Председателя Правительства Удмуртской Республики (курировал Госкомитет по науке и высшей школе УР, министерство образования, Министерство культуры, Министерство печати и информации, Министерство социальной защиты, Госкомитет по делам молодёжи).
2000—2001 гг. — председатель Государственного комитета УР по науке, высшему и среднему профессиональному образованию (г. Ижевск).
С 17 апреля 2001 года — представитель Правительства Удмуртской Республики в Совете Федерации.
С 2002 по 2007 годы — председатель Комитета Совета Федерации по науке, культуре, образованию, здравоохранению и экологии. Член Комиссии Совета Федерации по методологии реализации конституционных полномочий Совета Федерации.
С декабря 2007 года — депутат Государственной Думы РФ, заместитель председателя Комитета Государственной Думы РФ по образованию.
Стабильно входил в ТОР-50 общего «Рейтинга законотворцев» и в ТОР-30 «Рейтинга законотворцев» от оппозиции. Разработал более 100 законодательных инициатив, направленных на борьбу с коррупцией, защиту интересов детей и их родителей, научных работников, педагогов и обучающихся, пенсионеров.
Президент ГЛОБЕ-Россия (Всемирная организация парламентариев за сбалансированную окружающую среду).
Доктор физико-математических наук. Профессор. Генерал-лейтенант экологической безопасности. Академик Российской академии естественных наук, Международной академии информатизации, Международной академии наук экологии, безопасности человека и природы. Член Генерального совета МПК «ЭКОРЕЦИКЛИНГ».
Свободно владел немецким языком.
Был женат, двое детей.
16 мая 2020 года скончался в г. Москве в связи с заболеванием коронавирусной инфекцией.

## Научные труды
Шудегов Виктор Евграфович автор более 400 научных работ по проблемам науки, образования, социальной защиты населения, экологии, физики твёрдого тела, нанотехнологий, десятков статей по нормативно-технической и инновационной деятельности в сфере науки и высшей школы.
- Шудегов В. Е., Журавлёв В. А., Самойлович С. С., Сипайлов В. А. «Структура и свойства аморфных сплавов»: сборник статей / Министерство высшего и среднего специального образования РСФСР, Удмуртский государственный университет им. 50-летия СССР. — г. Устинов : Удмуртский государственный университет, 1985 год.
- Шудегов В. Е., Лихачёв В. А., Волков А. Е. «Континуальная теория дефектов : структур.-аналит. механика материалов»,1986 год, Издательство г. Ленинград[4].
- Шудегов В. Е., Журавлёв В. А., Лихачёв В. А., Ермолаева Н. А., Самойлович С. С. «Металлоаморфные материалы: межвузовский сборник научных трудов», Министерство высшего и среднего специального образования РСФСР, Удмуртский государственный университет им. 50-летия СССР. — Ижевск : Удмуртский госуниверситет, 1988 год.
- Шудегов В. Е. «Роль дисклинаций в физике твёрдого тела», Министерство науки, высшей школы и технической политики Российской Федерации, Удмуртский государственный университет, Высший колледж наук о материалах и технологиях. — Ижевск : Издательство Удмуртского университета, 1992 год.
- Шудегов В. Е. «Стеклообразование, стеклография, принципы организации и конструирования некристаллических структур», г. Санкт-Петербург, 43с., 1993 год[5].
- Шудегов В. Е., Чудинов В. Г., Журавлёв В. А., Кирсанов В. В., Ситникова Л. Ф. «Роль сил межатомного взаимодействия при структурных переходах (моделирование на ЭВМ)» 1994 год[6].
- Шудегов В. Е. «Информация о деятельности высших учебных заведений Поволжья и Урала в 1996—1997 гг.», 1998 год[7].
- Шудегов В. Е., Лобастов А. И., Чудинов В. Г. «Пластическая деформация монокристаллов алюминия в компьютерном эксперименте» 1998 год[8].
- Шудегов В. Е. «Тезисы докладов XXVI итоговой студенческой научной конференции», 1998 год, Издательство Удмуртского университета[9].
- Шудегов В. Е., Решетников С. М.(научные редакторы), Перевощиков Ю. С., Макарова Л. Л. «Концепции современного естествознания»: учебное пособие; Москва : [б. и.], 1998. — 299 с. — 1000 экз.
- Шудегов В. Е. (председатель редколлегии) «Книга памяти жертв политических репрессий. Удмуртская Республика» составители: Р. А. Жуйкова, А. И. Гашев, Л. М. Лебедев]. — Ижевск : Удмуртия, 2001. — 385 с.
- Шудегов В. Е., Платэ Н. А., Шевченко В. Я. «Исследования в области наночастиц, наноструктур и нанокомпозитов в Российской Федерации-Концепция развития работ по нанотехнологитям», Москва : [б. и.], 2006. — 188 с.
- Шудегов В. Е. «Роль общественных организаций в становлении гражданского общества в России» в рамках мероприятий к 60-летию Общества «Знание» России и Удмуртской Республики, г. Ижевск, 2007. — 134 с.

## Награды и звания
- Заслуженный деятель науки РФ (2003)[10].
- Медаль ордена «За заслуги перед Отечеством» II степени (11 июня 2016) — за активную законотворческую деятельность и многолетнюю добросовестную работу[11][12]
- Почётный работник высшего профессионального образования Российской Федерации.
- Почётный знак Государственной Думы РФ «За заслуги в развитии парламентаризма» (2014).
- Медаль «В память 1000-летия Казани» (2005)[13].
- Кавалер Золотого Почётного знака «Общественное признание» (2003)[13].
- Медаль «Совет Федерации 15 лет» (2008).

Награждён почётными грамотами Совета Федерации РФ, Государственной Думы РФ, Правительства РФ.

## Статьи
- Шудегов В. Е. Образование в современной России: новые решения // Знание. Понимание. Умение. — 2009. — № 1. — С. 9—14.